# Prokopis Pavlopoulos
Prokopios "Prokopis" Pavlopoulos, född 10 juli 1950 i Kalamata, är en grekisk politiker som mellan 2015 och 2020 var Greklands president. Han vann presidentvalet den 18 februari 2015 med 233 röster och efterträdde Károlos Papoúlias på ämbetet. 13 mars 2020 efterträddes han av Katerina Sakellaropoulou på posten.